# Frédéric Perez
Frédéric Perez (* 19. Juli 1961 in Oran, Algerien) ist ein französischer Handballtrainer und ehemaliger Handballspieler.

## Karriere

### Verein
Frédéric Perez spielte ab 1979 für die französischen Vereine Thonon AC, ES St-Martin-d'Hères und Stella Sport Saint-Maur. 1988 wechselte der 1,92 m große Torwart zu US Créteil HB, mit dem er 1989 die französische Meisterschaft und den französischen Pokal gewann. Im Europapokal der Pokalsieger 1988/89 unterlag er mit Créteil in den Finalspielen TUSEM Essen. Im Europapokal der Landesmeister 1989/90 scheiterte Perez mit dem Pariser Klub im Halbfinale am FC Barcelona. 1991 schloss er sich USM Gagny an. 1994 unterschrieb er beim Zweitligisten Sporting Toulouse 31, mit dem ihm 1995 der Aufstieg gelang. 1997 beendete er seine Spielerlaufbahn und wurde in der Folge Torwarttrainer in Toulouse und bei der französischen Frauen-Handballnationalmannschaft.

### Nationalmannschaft
In der französischen A-Nationalmannschaft debütierte Perez 1986. Bei den Olympischen Spielen 1992 in Barcelona gewann er mit Frankreich die Bronzemedaille. Ein Jahr darauf folgte die Silbermedaille bei der Weltmeisterschaft 1993. Insgesamt bestritt er 130 Länderspiele, in denen er  Tore erzielte.